# Hugo Drolz
Hugo Drolz (* 6. Januar 1862 Markt Tüffer, Untersteiermark; † 3. Mai 1950 in Wien) war ein österreichischer Bergingenieur.

## Leben
Drolz studierte Bergbau an der Montanistischen Hochschule Leoben und wurde 1882 Mitglied der Verbindung Erz. 1935 erhielt er das Band des neu gestifteten Corps Erz. Als Diplom-Ingenieur wurde Drolz 1886 in der Erzherzog Friedrich’schen Kammerdirektion zu Teschen angestellt. Ab 1904 war er in der Berginspektion tätig. 1909 wurde er zum Generaldirektor der Österreichischen Berg- und Hüttenwerksgesellschaft ernannt. Drolz leitete die bergmännischen Arbeiten beim Bau des Simplontunnels und der Jungfraubahn. Als anerkannter Erzfachmann war er auch im Ausland (Kleinasien, Schweden) gefragt. Durch seine Wahl zum Vorsitzenden der Direktoren-Konferenz und des Mährisch-Schlesischen Industriellenverbandes gewann Drolz nicht nur für den Bergbau, sondern auch für das ganze mährisch-schlesische Industriegebiet besondere Bedeutung.

## Ehrungen
- Bergrat
- Dr. h. c. (Leoben 1910)